# نيبويشا ستويكوفيتش
نيبويشا ستويكوفيتش هو لاعب كرة قدم صربي في مركز الدفاع، ولد في 2 يونيو 1974 في جمهورية يوغوسلافيا الاشتراكية الاتحادية. لعب مع أنجي محج قلعة ونادي دوبوسيكا.